# 原山智
原山 智（はらやま さとる、1953年2月18日 - ）は、日本の地質学者である。

## 経歴・人物
長野県岡谷市出身。長野県諏訪清陵高等学校第74回生で、高等学校時代は山岳部で活動していた。
高等学校を卒業後、1971年に東京教育大学理学部に進学。地学科で地質学と鉱物学専攻。
1975年から京都大学大学院理学研究科へ進み、1981年に博士課程を修了した後に通商産業省工業技術院地質調査所研究員となり、日本各地の地質に関する研究を始める。
1985年に工業技術院地質調査所主任研究官となり、1996年に工業技術院地質調査所岩石地質課長を務める。
1997年に工業技術院を退官し、信州大学教員へ転じる。信州大学では理学部地球学コースの教授となり、自身のライフワークとなる北アルプス地学研究の道に邁進する。
2018年2月を以て信州大学を定年退官。
退官後は信州大学名誉教授を務める傍ら、信州大学の研究者で結成されるグループである『信大震動調査グループ』のメンバーとして、北アルプスを中心に地質や地震活動などの研究を続けている

## 著書
- 「槍・穂高」名峰誕生のミステリー 地質探偵ハラヤマ出動 （共著：山本明、ヤマケイ文庫）

## メディア出演
- 『石丸謙二郎の山カフェ』（NHKラジオ第1放送、2019年12月14日放送）